# Fidżyjka kasztanowata
Fidżyjka kasztanowata, fidżijka kasztanowata (Prosopeia tabuensis) – gatunek średniej wielkości ptaka z rodziny papug wschodnich (Psittaculidae), podrodziny dam (Loriinae). Występuje na Fidżi, introdukowany na jedną z wysp Tonga (ʻEua, niewielka liczebność na Tongatapu). Nie jest zagrożony wyginięciem.

## Taksonomia
Po raz pierwszy naukowo gatunek opisał Johann Friedrich Gmelin w 1788 w Systema Naturae. Nowemu gatunkowi nadał nazwę Psittacus tabuensis. Holotyp pochodził z Tonga. Autorem pierwszego opublikowanego opisu, pochodzącego z 1777, był John Latham. Dotyczył on ptaka pozyskanego podczas podróży Cooka na ʻEua, gdzie ptaki te nie występują naturalnie (patrz: następna sekcja). Przechowywany jest w Muzeum Historii Naturalnej w Wiedniu; to jeden z nielicznych okazów, który przetrwał wyprawy angielskiego żeglarza. Obecnie (2020) Międzynarodowy Komitet Ornitologiczny (IOC) umieszcza fidżyjkę kasztanowatą w rodzaju Prosopeia. Wyróżnia dwa podgatunki: nominatywny i P. t. taviunensis, opisany w 1876 na łamach „The Ibis” pod nazwą Platycercus taviunensis. Holotyp pozyskała na początku 1874 załoga HMS Pearl na Taveuni. Systematyka podgatunków sporna; opisano również nieuznawane przez IOC podgatunki P. t. koroensis i P. t. atrogularis. Podstawą były różnice w upierzeniu, obecnie uznawane za naturalne wariacje; problemem da systematyków są potencjalne mieszańce powstałe wskutek introdukcji tych ptaków na Tonga. Dawni autorzy łączyli fidżyjkę: kasztanowatą i czerwoną (P. splendens) w jeden gatunek.

## Podgatunki i zasięg występowania
IOC wyróżnia dwa podgatunki:
- P. t. taviunensis (Layard 1876) – Taveuni, Qamea, Laucala (północne Fidżi)[9]
- P. t. tabuensis (J. F. Gmelin, 1788) – Vanua Levu, Kioa, Koro, Gau (Fidżi), ʻEua (Tonga)[9]

Na ʻEua gatunek był introdukowany jeszcze przed wizytą Cooka na wyspach z grupy Tongatapu – w 1773 (druga podróż dookoła świata) i 1777 (trzecia podróż dookoła świata). Prawdopodobnie miało to miejsce w późnej prehistorii.

## Morfologia
Długość ciała wynosi około 45 cm, masa ciała blisko 280 g. Z całego rodzaju Prosopeia to u fidżyjek kasztanowatych występuje najciemniejsze upierzenie. Dymorfizm płciowy słabo zaznaczony: samicę wyróżnia mniejszy dziób oraz mniejsza, bardziej zaokrąglona głowa. Przód głowy oraz pokrywy uszne mają barwę czarną. Dalej w tył kolor przechodzi w ciemnokasztanowy (dalsze części głowy), następnie brązowy albo ciemnoczerwony na szyi oraz spodzie ciała. Przeważnie z tyłu szyi dostrzec można niebieski kołnierzyk o zmiennej szerokości. Lotki I rzędu, zewnętrzne pokrywy skrzydłowe oraz krawędzie ogona mają barwę niebieską. Górne partie ciała i większość ogona zielone. Sterówki od spodu czarnobrązowe. Czasami część piór na kuprze i pokrywach nadogonowych ma kasztanowe końcówki. Dziób i nogi czarne, tęczówka pomarańczowoczerwona lub pomarańczowa. Osobniki młodociane wyróżnia jasny dziób i brązowa tęczówka. Przedstawicieli P. t. taviunensis wyróżnia brak niebieskich piór z tyłu szyi oraz krótsze skrzydła. Nie występują również kasztanowe pióra na kuprze i pokrywach nadogonowych.

## Ekologia i zachowanie
Środowiskiem życia fidżyjek kasztanowatych są dojrzałe lasy i przyległe do nich środowiska do 1750 m n.p.m.; odwiedzają także ogrody w małych miejscowościach. Dominującym gatunkiem w zasiedlanych przez te papugi lasach jest Myristica hypargyraea. Odnotowywano te papugi także na namorzynach i w zaroślach wtórnych, na wyspie Gau również na obszarach rolniczych. Najczęściej widuje się te ptaki na nizinach, przykładowo na Taveuni do 380 m n.p.m.; obecne są tam plantacje palm kokosowych i inne preferowane przez fidżyjki kasztanowate zadrzewienia. Papugi te są osiadłe. Widywane są zarówno w parach, jak i małych grupach i stadach liczących do 40 osobników (poza sezonem lęgowym). Żywią się owocami i nasionami ponad 30 gatunków roślin. Pożywienie uzupełniają nasionami niewielkich, dzikich bananów i być może larwami wydobywanymi w próchniejącego drewna. Żerują na uprawach kukurydzy.

### Lęgi
Okres lęgowy trwa od maja do października. Gniazdo znajduje się w dziupli (średnica otworu wejściowego blisko 15 cm), na wysokości do 15 m nad ziemią, albo w zagłębieniu w murszejącym drewnie w pniu drzewa; najczęściej papugi te używają drzew Rhus taitensis, Elattostachys falcata, Laportea harveyi. Gniazda poszczególnych par ulokowane są przynajmniej 120 m od siebie. Zniesienie liczy 2 lub 3 jaja; skorupka biała. Składane są w dwudniowych odstępach. Samica wysiaduje sama przez około 24 dni. Młode po wykluciu ważą blisko 13 g. Pisklęta karmi samica trzy razy dziennie; samiec w tym czasie dostarcza partnerce pokarm. Przez pierwsze 15–18 dni życia piskląt wymagają one dogrzewania przez samicę. Po wykluciu przez blisko 12 dni pokrywa je biały puch, następnie jego barwa przechodzi w ciemnoszary. Młode są zdolne do lotu po około 7 tygodniach życia.

## Status

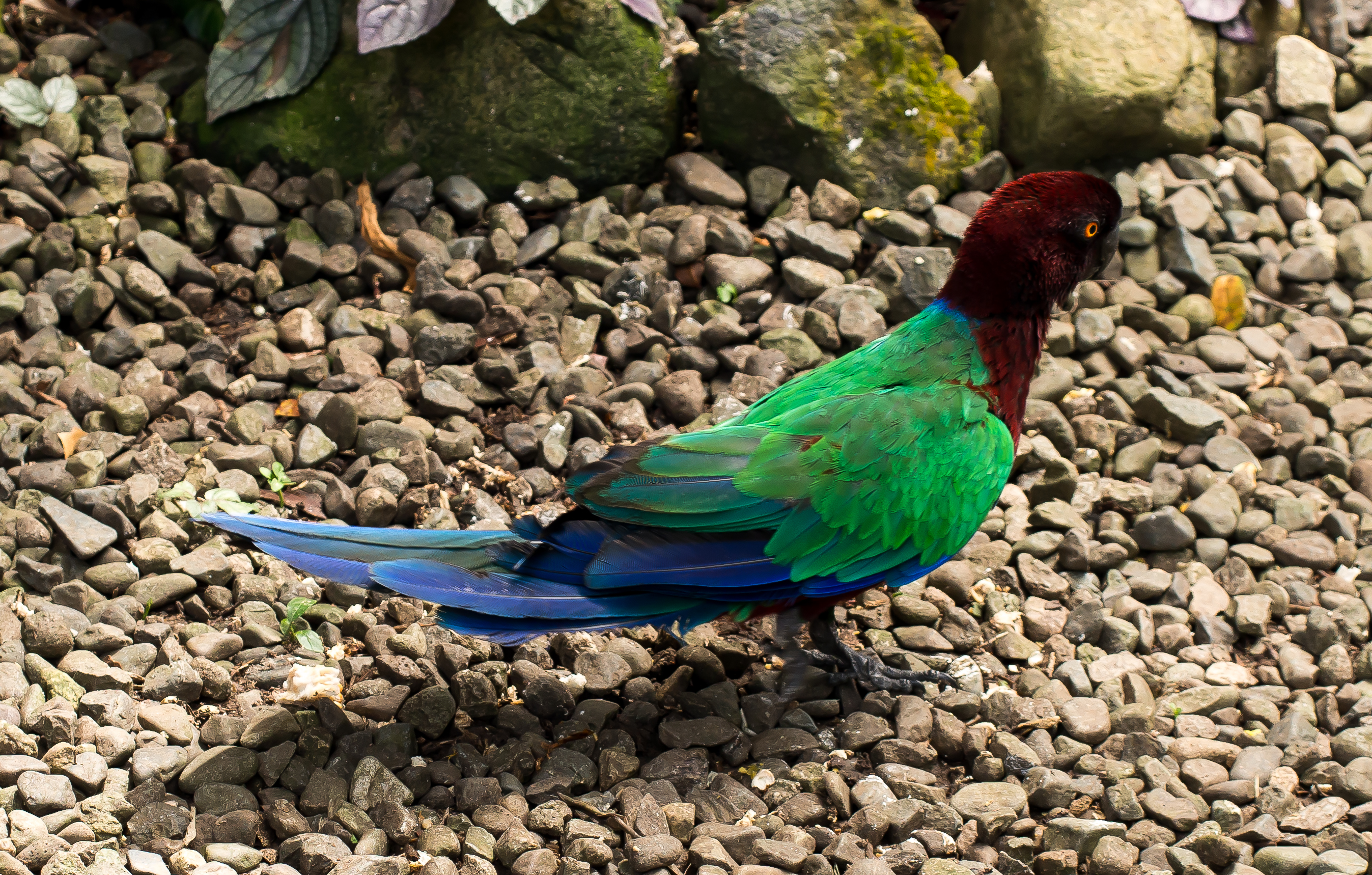
Osobnik w niewoli; KULA WILD Adventure Park, Korotogo (koło Sigatoka), Viti Levu, Fidżi

IUCN uznaje fidżyjkę kasztanowatą za gatunek najmniejszej troski (LC, Least Concern) nieprzerwanie od 1988 (stan w 2020). Gatunek figuruje w załączniku II CITES. Gatunek rzadki w hodowlach. Po raz pierwszy w Europie pojawił się najprawdopodobniej w 1873, kiedy jeden osobnik podgatunku nominatywnego trafił do ogrodu zoologicznego w Londynie; w 1911 pojawił się tam reprezentant P. t. taviunensis. Podgatunek ten zawsze był rzadszy w europejskich hodowlach. W marcu 2017 jedyną publiczną placówką, w której trzymano fidżyjkę kasztanowatą był Loro Park (Teneryfa), gdzie żył pojedynczy samiec. Po raz pierwszy lęg w niewoli stwierdzono w 1969.